# Stripsipher lamellatus
Stripsipher lamellatus är en skalbaggsart som beskrevs av Ricchiardi, Perissinotto och Clennell 2008. Stripsipher lamellatus ingår i släktet Stripsipher och familjen Cetoniidae. Inga underarter finns listade i Catalogue of Life.